# NGC 279
NGC 279 est une galaxie lenticulaire située dans la constellation de la Baleine. NGC 279 a été découverte par l'astronome germano-britannique William Herschel en 1785.

## Caractéristiques
Sa vitesse par rapport au fond diffus cosmologique est de  3 546 ± 33 km/s, ce qui correspond à une distance de Hubble de 52,3 ± 3,7 Mpc (∼171 millions d'al).
NGC 279 est une galaxie dont le noyau brille dans le domaine de l'ultraviolet. Elle est inscrite dans le catalogue de Markarian sous la cote Mrk 558 (MK 558).
Selon la base de données Simbad, NGC 279 est une galaxie active qui pourrait contenir un quasar.

## Groupe de NGC 271
NGC 279 fait partie du groupe de NGC 271. Ce groupe de galaxies comprend au  moins 6 autres galaxies : NGC 245, NGC 259, NGC 271, NGC 307, MRK 557 et UGC 505.

### Paire de galaxies
Les galaxies NGC 279 et NGC 271 forment une paire de galaxies.